# Wesmaelius
Wesmaelius is een geslacht van insecten uit de familie van de bruine gaasvliegen (Hemerobiidae), die tot de orde netvleugeligen (Neuroptera) behoort.

## Soorten
- W. altissimus (Ohm, 1967)
- W. asiaticus C.-k. Yang, 1980
- W. baikalensis (Navás, 1929)
- W. balticus (Tjeder, 1931)
- W. barnardi (Tjeder, 1955)
- W. bihamitus (C.-k. Yang, 1980)
- W. brunneus (Banks, 1920)
- W. coloradensis (Banks, 1897)
- W. concinnus (Stephens, 1836)
- W. conspurcatus (McLachlan in Fedchenko, 1875)
- W. constrictus (Parfin, 1956)
- W. cunctatus (Ohm, 1967)
- W. davidicus (Navás, 1910)
- W. exoticus Makarkin, 1986
- W. fassnidgei (Killington, 1933)
- W. fulvus (Navás, 1918)
- W. fumatus (Carpenter, 1940)
- W. fumosus (Tjeder, 1955)
- W. furcatus (Banks, 1935)
- W. geyri (Esben-Petersen, 1920)
- W. hani (C.-k. Yang et al in Huang et al., 1985)
- W. helveticus (H. Aspöck & U. Aspöck, 1964)
- W. involutus (Carpenter, 1940)
- W. kaszabi (Steinmann, 1965)
- W. koreanus (Krüger, 1922)
- W. lateralis (Navás, 1912)
- W. lindbergi (Esben-Petersen, 1931)
- W. longifrons (Walker, 1853)
- W. longipennis (Banks, 1920)
- W. magnus (Kimmins, 1928)
- W. majusculus (Kimmins, 1959)
- W. malladai (Navás, 1925)
- W. mortoni kozlovi Makarkin, 1984
- W. navasi (Andréu, 1911)
- W. nervosus (Fabricius, 1793)
- W. nubilus (Kimmins, 1929)
- W. obscuratus (Navás, 1936)
- W. ogatai (Nakahara, 1956)
- W. persimilis (Ohm, 1967)
- W. pinincolus (Ohm, 1967)
- W. posticatus (Banks, 1905)
- W. praenubilus (Fraser, 1951)
- W. pretiosus (Banks, 1908)
- W. quadrifasciatus (Reuter, 1894)
- W. quettanus (Navás, 1931)
- W. ravus (Withycombe, 1923)
- W. reisseri U. Aspöck & H. Aspöck, 1982
- W. saudiarabicus Hölzel, 1988
- W. schwarzi (Banks, 1903)
- W. subnebulosus (Stephens, 1836)
- W. sufuensis Tjeder, 1968
- W. tjederi (Kimmins, 1963)
- W. transsylvanicus (Kis, 1968)
- W. trivenulatus (C.-k. Yang, 1980)
- W. tuofenganus (C.-k. Yang et al in Huang et al., 1985)
- W. ulingensis (C.-k. Yang, 1980)
- W. vaillanti (Navás, 1927)
- W. vartianae (H. Aspöck & U. Aspöck, 1966)
- W. yemenicus (C.-k. Yang, 1980)
- W. yukonensis Klimaszewski & Kevan, 1987
- W. zhiltzovae Makarkin, 1986